# Fregaty typu Knox
Fregaty typu Knox – seria amerykańskich okrętów klasyfikowanych początkowo jako eskortowce oceaniczne, a następnie od czerwca 1975, po reformie klasyfikacji okrętów, jako fregaty. Zbudowano 46 okrętów, które pozostawały w służbie w US Navy w latach 1969–1994.

## Historia
W celu zastąpienia niszczycieli eskortowych, budowanych masowo podczas II wojny światowej, po wojnie powstało kilka typów nowoczesnych okrętów eskortowych przeznaczonych głównie do zwalczania okrętów podwodnych w rejonach małego zagrożenia atakami innego rodzaju. Do tego typu okrętów należały eskortowce typów Bronstein, Garcia i Brooke. Dalszym rozwinięciem typów Garcia/Brooke był projekt fregat typu Knox. Zamówienie na pierwsze 10 okrętów zostało uwzględnione w budżecie na rok 1964, dalsze 16 w budżecie na 1965 i po 10 w dwóch kolejnych latach. Jeszcze 10 fregat przewidziano w budżecie na 1968 rok, lecz zrezygnowano z ich budowy. Koszt zbudowania okrętu wynosił 18 milionów dolarów, a całościowa cena jednego okrętu kształtowała się w granicach 30 milionów dolarów. Łączny koszt całego programu fregat typu Knox wyniósł 1,42 miliarda dolarów. Seria 46 zbudowanych fregat była do tego czasu największą serią okrętów wielkości fregaty lub niszczyciela zbudowaną na Zachodzie po II wojnie światowej.
Fregaty typu Knox były początkowo zaklasyfikowane przez US Navy jako eskortowce oceaniczne (ang. ocean escort), z numerami burtowymi z literami DE przejętymi od niszczycieli eskortowych (destroyer escort), a po reformie klasyfikacji w 1975 roku ostatecznie zaklasyfikowano je jako fregaty (frigate) z literami FF.
W latach 1972–1976 okręty zostały poddane modernizacji, w wyniku której mogły przyjmować na lądowisku śmigłowce Kaman SH-2 Seasprite przystosowane do zwalczania okrętów podwodnych. Koszt modernizacji wynosił ok. miliona dolarów. Od 1972 Hiszpania zbudowała 5 fregat, które były wersją fregat typu Knox. Okręty zaczęto zastępować w służbie przez fregaty rakietowe typu Oliver Hazard Perry. Koniec zimnej wojny przyczynił się do szybszego wycofania pozostających w służbie okrętów, z których ostatni został wycofany w 1994.
12 fregat wycofanych ze służby w US Navy zostało sprzedanych do Turcji, osiem do Tajwanu, 4 do Meksyku, dwa do Egiptu, Grecji i Tajlandii.
Stępkę pod pierwszy okręt serii USS „Knox” położono 5 października 1965. Wodowanie nastąpiło 19 października 1966, a wejście do służby 12 kwietnia 1969.

## Opis

### Architektura i kadłub
Fregaty typu Knox mają smukły kadłub gładkopokładowy, z silnie wychyloną prostą dziobnicą. Pokład ma niewielki wznios na dziobie i rufie. Dla polepszenia dzielności morskiej, od 1979 roku okręty otrzymywały nadburcia na dziobie, o wysokości 1,07 m. Na pokładzie dziobowym znajduje się wieża armaty uniwersalnej, dalej obrotowa wyrzutnia kontenerowa rakietotorped ASROC, a tuż za nią trzykondygnacyjna nadbudówka dziobowa z pomostem dowodzenia. Grupa nadbudówek ciągnie się przez całe śródokręcie, przy czym ich dolna kondygnacja stanowi nadbudowę, sięgającą w rejonie nadbudówki dziobowej i hangaru do burt. Na dachu nadbudówki dziobowej znajduje się dalocelownik. Najbardziej charakterystycznym elementem architektury jest masywny stożkowaty masztokomin (ang. mack) pośrodku długości okrętów, łączący boczne wyloty spalin z kotłowni z funkcją podstawy pod maszt kratownicowy i anteny radarów. Za masztokominem nadbudówki są węższe i są tam umieszczone na pokładzie dwie łodzie: kuter dowódcy (po lewej burcie) i komunikacyjny. Dalej w stronę rufy znajduje się hangar dla śmigłowca, powiększany i wyposażany w teleskopowe przedłużenie podczas modernizacji w latach 70. Za nim znajduje się podwyższone lądowisko dla śmigłowca. Pokład rufowy był pierwotnie pusty, następnie ustawiano tam na części okrętów wyrzutnię pocisków przeciwlotniczych Sea Sparrow, zamienianą później na zestaw artyleryjski obrony bezpośredniej Phalanx CIWS.
Wyporność standardowa fregat typu Knox określona była początkowo na 3011 ts. Wyporność pełna podawana była rozbieżnie jako 4066 ts, 4100 ts lub 4260 ts. Długość całkowita wynosiła początkowo 133,5 m (438 stóp, a na linii wodnej 126,5 m. Po dodaniu nadburcia na dziobie długość wzrosła do 134 m, a wyporność o 9,1 t. Szerokość wynosiła 14,3 m, zanurzenie 4,6 m, a maksymalnie 7,8 m z opływką sonaru.
Załoga fregat typu Knox początkowo liczyła 245 ludzi, w tym 17 oficerów, następnie 283 ludzi, w tym 22 oficerów, a pod koniec służby w USA 288 ludzi, w tym 17 oficerów. Dwanaście okrętów zostało ponadto wyposażone w dwa pomieszczenia dla oficerów sztabu.

### Uzbrojenie

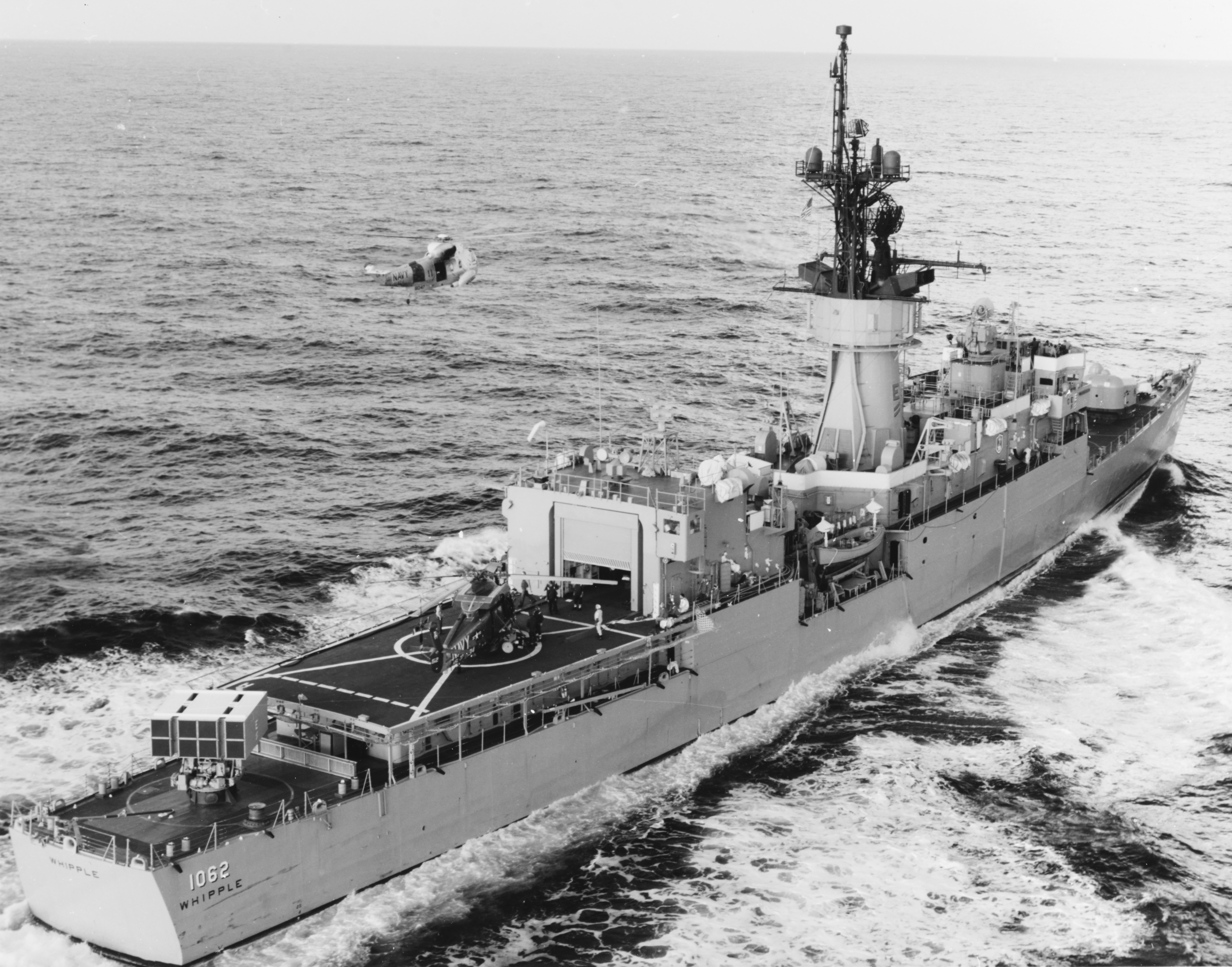
USS „Whipple” w 1978. Widoczna wyrzutnia Sea Sparrow na rufie

Uzbrojenie artyleryjskie składa się z tylko jednej automatycznej armaty uniwersalnej kalibru 127 mm (5 cali) Mk 42 Mod. 9 o długości lufy 54 kalibrów (L/45). Długość lufy wynosi 6858 mm, kąt podniesienia lufy od -10° do +85°, a prędkość podniesienia 25°/s. Armata strzela pociskami o masie 31,75 kg z maksymalną prędkością wylotową 807 m/s. Donośność sięga 23 700 m, a do celów powietrznych 14 800 m. Zapas amunicji wynosi 600 pocisków. Szybkostrzelność wynosi do 20 strzałów na minutę. Armata jest zdalnie kierowana, a rezerwowo można prowadzić ogień do celów morskich z wieży.
Zasadniczym uzbrojeniem okrętów służącym do zwalczania okrętów podwodnych jest ośmioprowadnicowa kontenerowa obrotowa wyrzutnia Mk 16 rakietotorped RUR-5 ASROC, umieszczona między wieżą działa a nadbudówką. Wystrzeliwała rakietotorpedy przenoszące samonaprowadzające się torpedy Mk 44 Mod. 1, Mk 46 Mod. 2 lub Mk 46 Mod. 5, a w końcowym okresie służby tylko te ostatnie. Zasięg strzału wynosił do 9,1 lub 14 km (według innych źródeł, do 10 km). Zapas amunicji wynosi 16 rakietotorped. Dwie prowadnice następnie dostosowano do odpalania pocisków przeciwokrętowych RGM-84 Harpoon o zasięgu do 130 km. Uzbrojenie przeciwpodwodne uzupełniają cztery stałe wyrzutnie lekkich torped kalibru 324 mm w ścianach nadbudówki na śródokręciu, strzelające po dwie na każdą z burt. Okręty przenoszą 22 torpedy Mk 46 Mod. 5.
Pierwszych 31 okrętów (DE/FF 1052–1083) zostało dozbrojonych między 1971 a 1975 rokiem w ośmioprowadnicową kontenerową wyrzutnię pocisków przeciwlotniczych bliskiego zasięgu RIM-7 Sea Sparrow na rufie. Przy tym, 30 okrętów otrzymało standardową amerykańską wyrzutnię Mk 25 BPDMS, a USS „Downes” (DE-1070) wyrzutnię standardu NATO Mk 29. Zasięg pocisków wynosił do 18,5 km. Można było używać pocisków do wersji RIM-7G. Między 1982 a 1988 rokiem wyrzutnia Sea Sparrow była demontowana jako przestarzała i zastępowana przez zestaw artyleryjski obrony bezpośredniej Phalanx CIWS, z działkiem sześciolufowym kalibru 20 mm. Zdjęcia okrętów wskazują jednak, wbrew publikacjom, że nie na wszystkich zmieniono uzbrojenie.
Wyposażenie lotnicze fregat typu Knox początkowo stanowiły bezzałogowe śmigłowce do zwalczania okrętów podwodnych QH-50 DASH, lecz okazały się nieudane. Po modernizacji, począwszy od 1973 roku używane były na nich pojedyncze śmigłowce do zwalczania okrętów podwodnych SH-2F Seasprite LAMPS, przenoszące radar, detektor anomalii magnetycznych, boje sonarowe i dwie lekkie torpedy.

### Napęd
Napęd stanowi jedna turbina parowa z przekładnią Westinghouse o mocy 35 000 shp. Parę zapewniają dwa wodnorurkowe kotły parowe – w przypadku większości okrętów, Combustion Engineering, a dziewięciu – Babcock & Wilcox. Mają one ciśnienie robocze 84,4 at i temperaturę pary 510°. Turbina napędza pojedynczą pięciopłatową śrubę o średnicy 4,57 m. Prędkość maksymalna wynosi 27 węzłów. Zapas paliwa płynnego wynosi 715 ton, co pozwala na zasięg 4000 Mm przy prędkości 22 węzły przy jednym pracującym kotle, 4400 Mm przy 20 w lub 4900 Mm przy 15 w. Okręty ponadto zabierają 35 t paliwa lotniczego.

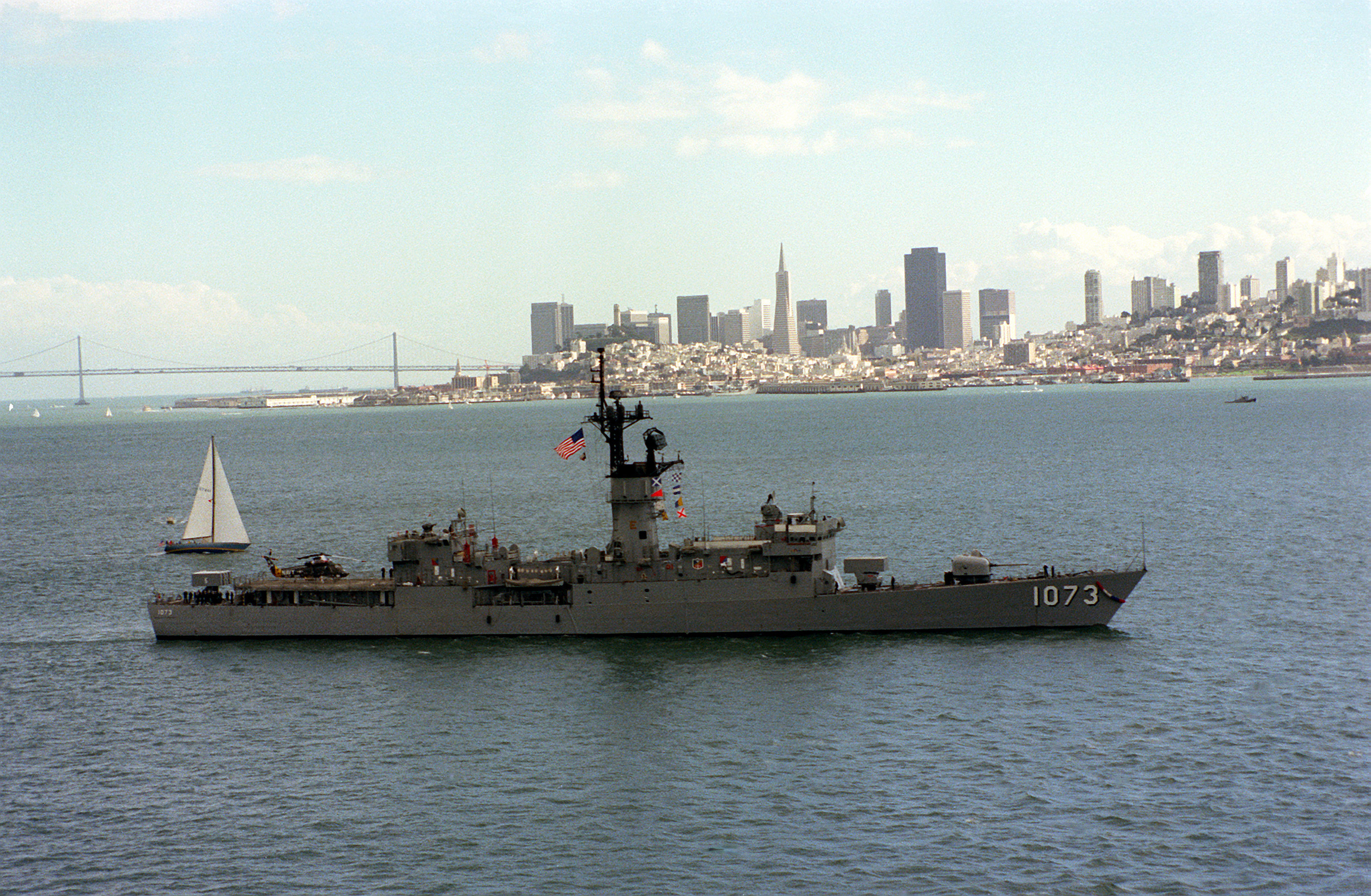
USS „Robert E. Peary” (FF-1073) w San Francisco